# سیسا
سیسا (به اسپانیایی: cieza) یکی از شهرداری‌های کومارکای شرقی و در بخش خودمختار مورسیا در کشور اسپانیا قرار دارد. تا سال ۲۰۱۰ مساحت این شهرداری ۳۶۵ کیلومتر مربع و جمعیت آن ۳۵۳۸۵ تَن می‌باشد.